# モロッコの歴史
モロッコの歴史（モロッコのれきし、アラビア語: تاريخ المغرب、フランス語: Histoire du Maroc）では、現在のモロッコ王国の歴史について述べる。

## 先史時代
先史時代にベルベル人が現在のモロッコに現れた。

## 古代地中海世界

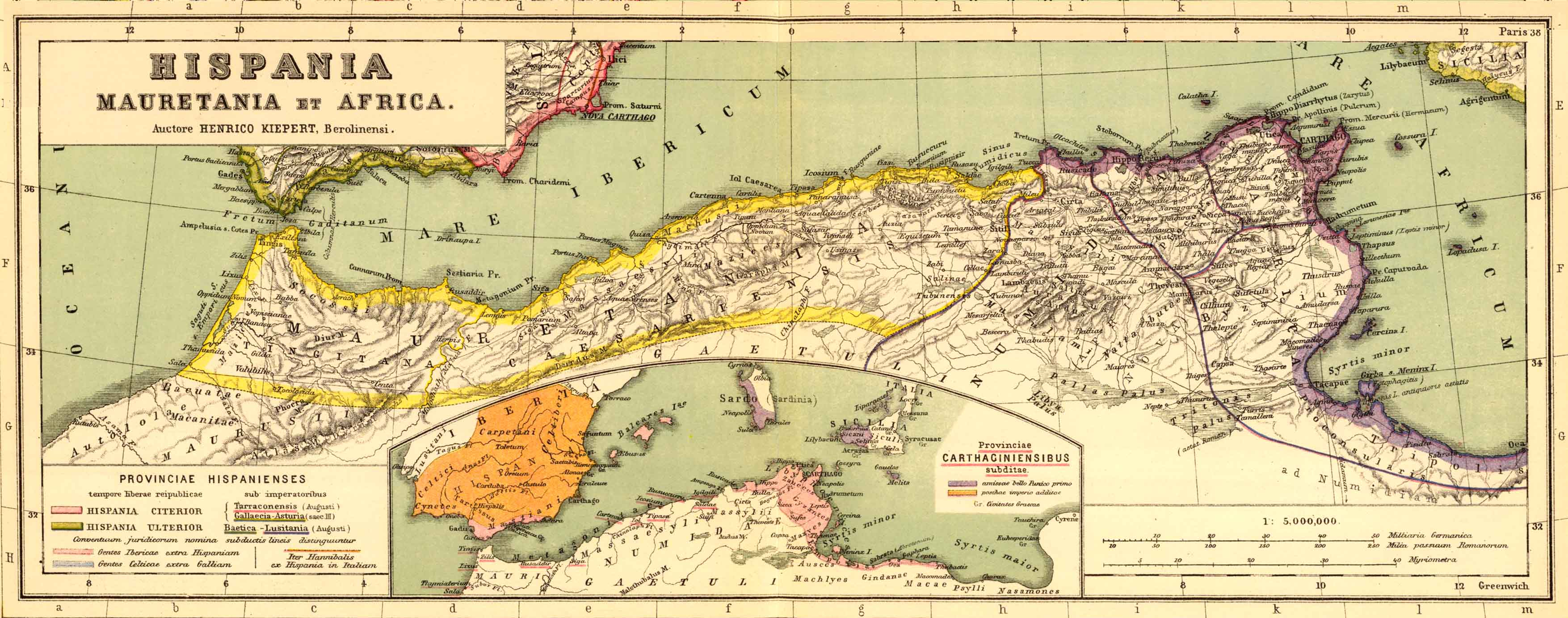
マウレタニアの領域。

紀元前814年に現在のレバノンから到来したフェニキア人がカルタゴを建設すると、その後カルタゴのフェニキア人はモロッコ沿岸部にも港湾都市を築いた。一方で内陸部ではベルベル系マウリ人のマウレタニア王国が栄えた。紀元前146年に第三次ポエニ戦争のカルタゴの戦いで古代カルタゴ（前650年 - 前146年）が滅亡した。
紀元前112年、ヌミディア王ユグルタがローマ人を殺戮して始まったユグルタ戦争では、ルキウス・コルネリウス・スッラがユグルタを捕縛して出世し、やがて三頭政治の時代となった。ローマ内戦中では、紀元前49年にヌミディア王ユバ1世がオプティマテス（閥族派）のグナエウス・ポンペイウスに味方してバグラダス川の戦いに参戦したが、紀元前46年のタプススの戦いでガイウス・ユリウス・カエサルに敗れ自殺、ヌミディア王国は滅亡し、ローマの属州アフリカの一部となった。マウレタニア王国はローマの属国となり、クレオパトラ7世の娘クレオパトラ・セレネと結婚したヌミディア王家のユバ2世が、紀元前25年にアウグストゥスによってマウレタニア属王位に就けられた。しかし、40年に皇帝カリグラによってユバ2世の子プトレミーが暗殺されたため、44年にクラウディウス帝の勅令によってローマ帝国の属州マウレタニア（マウレタニア・カエサリエンシスとマウレタニア・ティンギタナ）となった。
ローマ帝国が衰退すると、429年にゲルマン系のヴァンダル人がジブラルタル海峡を渡り、アフリカに入った。マウレタニアはユスティニアヌス1世の時代には再び東ローマ帝国の下に置かれた。

## モロッコのイスラム化
7世紀にアラビア半島でイスラム教が成立し、サーサーン朝ペルシア帝国や東ローマ帝国との戦いに勝利して世界帝国となった後、ウマイヤ朝軍は東方のエジプト方面から西進を続け、670年にはカイラワーンを建設し、698年にはベルベル人のカーヒナ女王と東ローマ帝国の連合軍をカルタゴの戦いで破ってチュニジア方面を支配下に置き、イフリーキヤとして再編した。8世紀初頭に東方から侵攻したウマイヤ朝のムーサーがモロッコをも征服し、モロッコのイスラム化とアラブ化が始まった。710年にアラブ人はモロッコを拠点にジブラルタルを越えてイベリア半島の西ゴート王国を滅ぼし、アル＝アンダルスのイスラム化を進めた。
788年にアッバース朝中央での勢力争いに敗れた亡命アラブ人イドリース1世がイスラム化したベルベル人の支持を得て、イドリース朝を建国した。息子のイドリース2世の下で808年にフェスが造営され、イドリース2世の時代にアル＝アンダルスやイフリーキヤからアラブ人の移住者がフェスに定住した。イドリース2世の死後イドリース朝は分裂し、ハワーリジュ派のベルベル人の蜂起が相次いだ。チュニジアから興ったイスマーイール派のファーティマ朝が917年にフェスを攻略した後、イドリース朝は985年にアル＝アンダルスの後ウマイヤ朝に滅ぼされた。一方、サハラ交易で栄えたシジルマサにはミドラール朝が成立した。

## ムラービト朝時代（1040年-1147年）

ムラービト朝の版図。

後ウマイヤ朝は1031年に滅亡し、イベリア半島に第一次タイファが訪れた。イブン・ヤーシーンは南方のセネガル川の流域で厳格なスンナ派の戒律に基づく共同体を築き、ムラービトと呼ばれた彼等は1053年/1054年にシジルマサを攻略した。ムラービト朝はその後も勢力を拡大し、北上して11世紀中にモロッコを支配し、1070年にユースフ・イブン・ターシュフィーンの下で新都マラケシュを建設した。さらに、南方にも攻勢をかけて1076年にクンビ＝サレーを攻略してガーナ帝国を滅ぼした。一方イベリア半島ではカスティーリャ王アルフォンソ6世が1085年にトレドを攻略し、さらにセビーリャにまで南下する勢いを見せていたため、タイファ諸王は1086年にユースフに援軍を要請した。ユースフはジブラルタルを越えて第一次アンダルス遠征を行い、10月23日にサグラハスの戦いでアルフォンソ6世率いるカスティーリャ王国軍を破った。その後2度の遠征でユースフはアンダルスのムスリム諸王国を征服し、12世紀初頭にアル＝アンダルスを統一した。
しかし、次代のアリー・イブン・ユースフの時代にムラービト朝は弱体化し、アルフォンソ7世の攻勢と、アンダルス住民の反ムラービト運動によってムラービト朝は衰退し、アンダルスでは諸侯が分立する第二次タイファが訪れた。第二次タイファの最中、1147年に第2回十字軍と協力したポルトガル王アフォンソ1世はリスボンを攻略した。
文化面では、ムラービト朝はマーリク学派を奉じていたため、カーディー・イヤードやイブン・ルシュド・ジャッドのようなマーリク派法学者が活躍した。

## ムワッヒド朝時代（1130年-1269年）

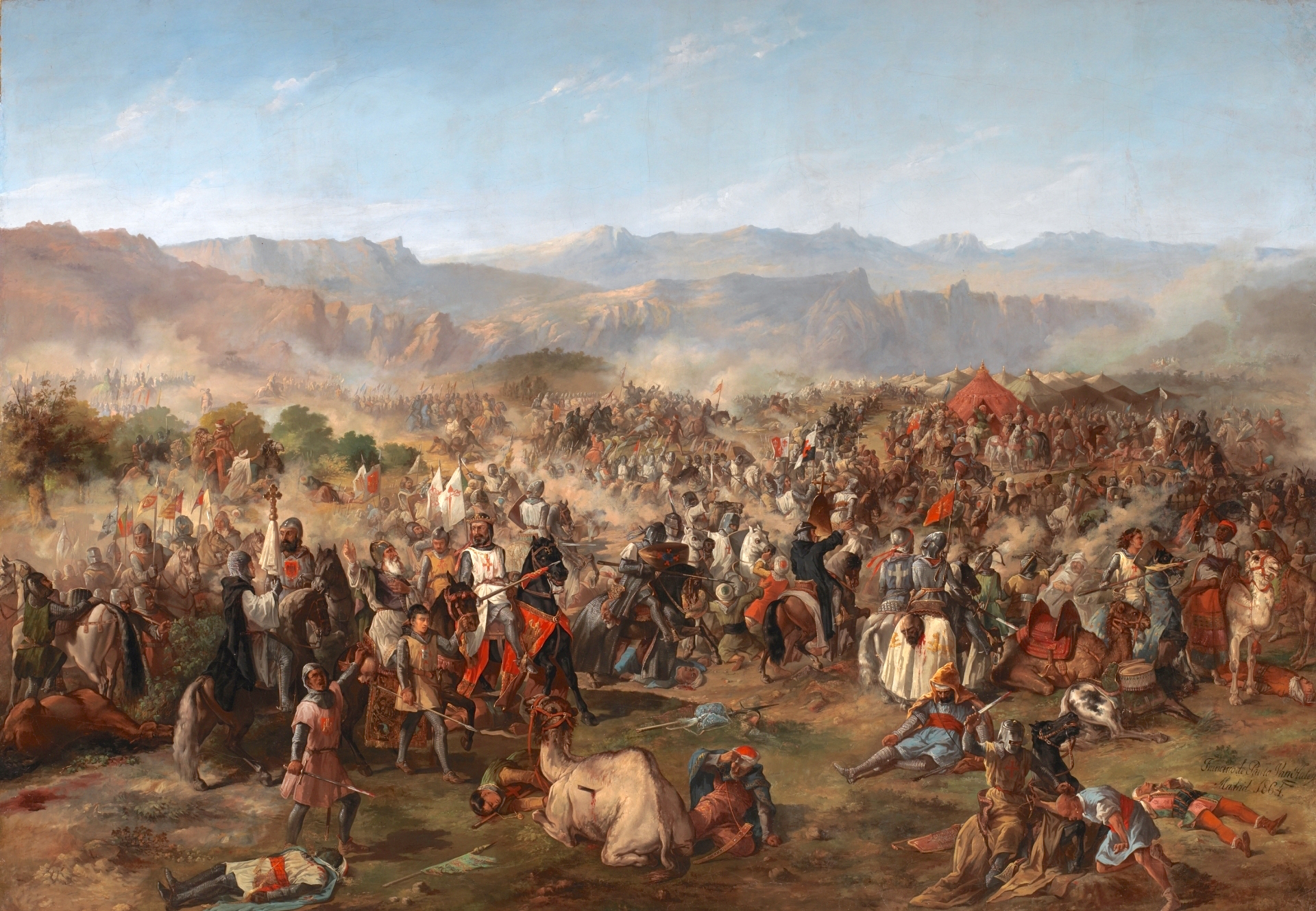
ナバス・デ・トロサの戦い。

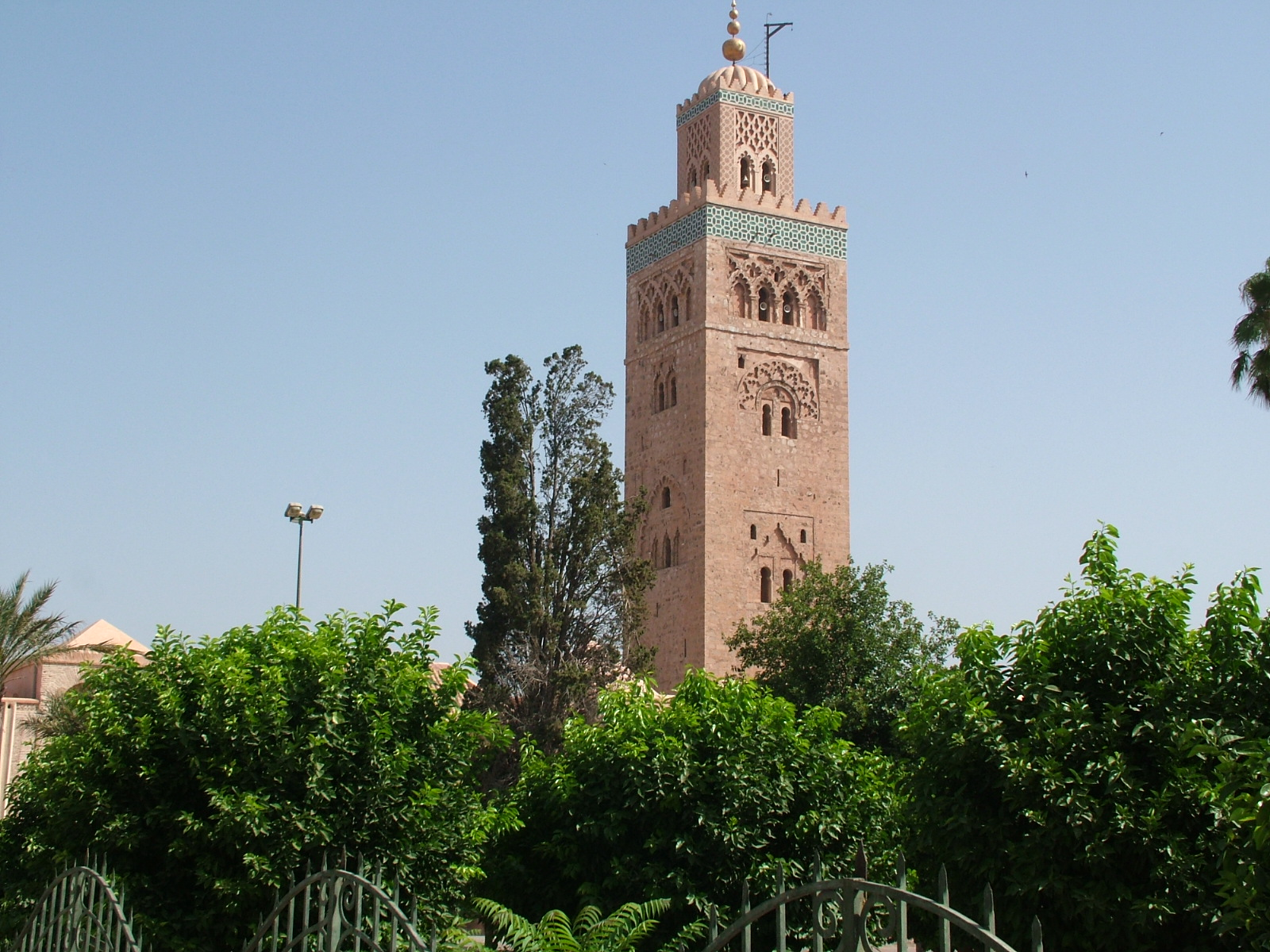
ムワッヒド朝のヤアクーブ・マンスールの時代に造営されたクトゥビーヤ・モスク。

ムラービト朝はアンダルスを征服したが、次第に政治は混乱し、初期の宗教的熱情も薄れていた。厳格なスンナ派タウヒード主義の下、1121年にマフディーであることを主張したイブン・トゥーマルトは、マーリク学派を奉ずるムラービト朝に対して反乱を起こした。トゥーマルトは1130年に没したが、部下のアブド・アルムーミンが後を継ぎ、ムワッヒド朝が成立すると、アルムーミンはカリフを称して1147年にムラービト朝を滅ぼした。その後東方に進出してハンマード朝とズィール朝を滅ぼし、イフリーキヤまでを征服した後、ムラービト朝崩壊の後第二次タイファが訪れていたアル＝アンダルスをも支配した。第2代カリフのアブー＝ヤアクーブ・ユースフ1世の時代にアル＝アンダルスの全域がムワッヒド朝の支配下に置かれた。
第3代カリフのヤアクーブ・マンスールの時代にムワッヒド朝は東はリビアにまで勢力を伸ばし、マグリブ一帯を包括する最大版図を確立した後、アンダルスに上陸して1195年にアラルコスの戦いでカスティーリャ王アルフォンソ8世を破った。マンスールの時代はクトゥビーヤ・モスクが造営され、戦勝に輝いた時代であったと評価された。
しかし、続く第4代カリフのムハンマド・ナースィルの時代には、トレド大司教ロドリゴ・ヒメネス・デ・ラダとローマ教皇インノケンティウス3世が全ヨーロッパにムワッヒド朝に対する十字軍を呼びかけ、西欧各地からキリスト教徒の軍が集結した。これを受けてナースィルは大軍を率いてアンダルスに上陸したが、1212年7月16日にナバス・デ・トロサの戦いでレコンキスタ連合軍に敗れ、アンダルシアの大部分を喪失した。ナースィルは直後に病没し、ムワッヒド朝はこの戦いの後衰退を続け、1229年にはチュニスのハフス朝が独立した。その後1269年9月にマリーン朝によってマラケシュを攻略され、ムワッヒド朝は滅亡した。
文化面では、ムワッヒド朝時代にアンダルスではイブン・トファイルやイブン・ルシュドのようなイスラーム哲学者が活躍したが、ムワッヒド朝の厳格なタウヒード主義の下で1197年に哲学が禁じられるなど、文化活動には限界もあった。

## マリーン朝時代（1195年-1470年）

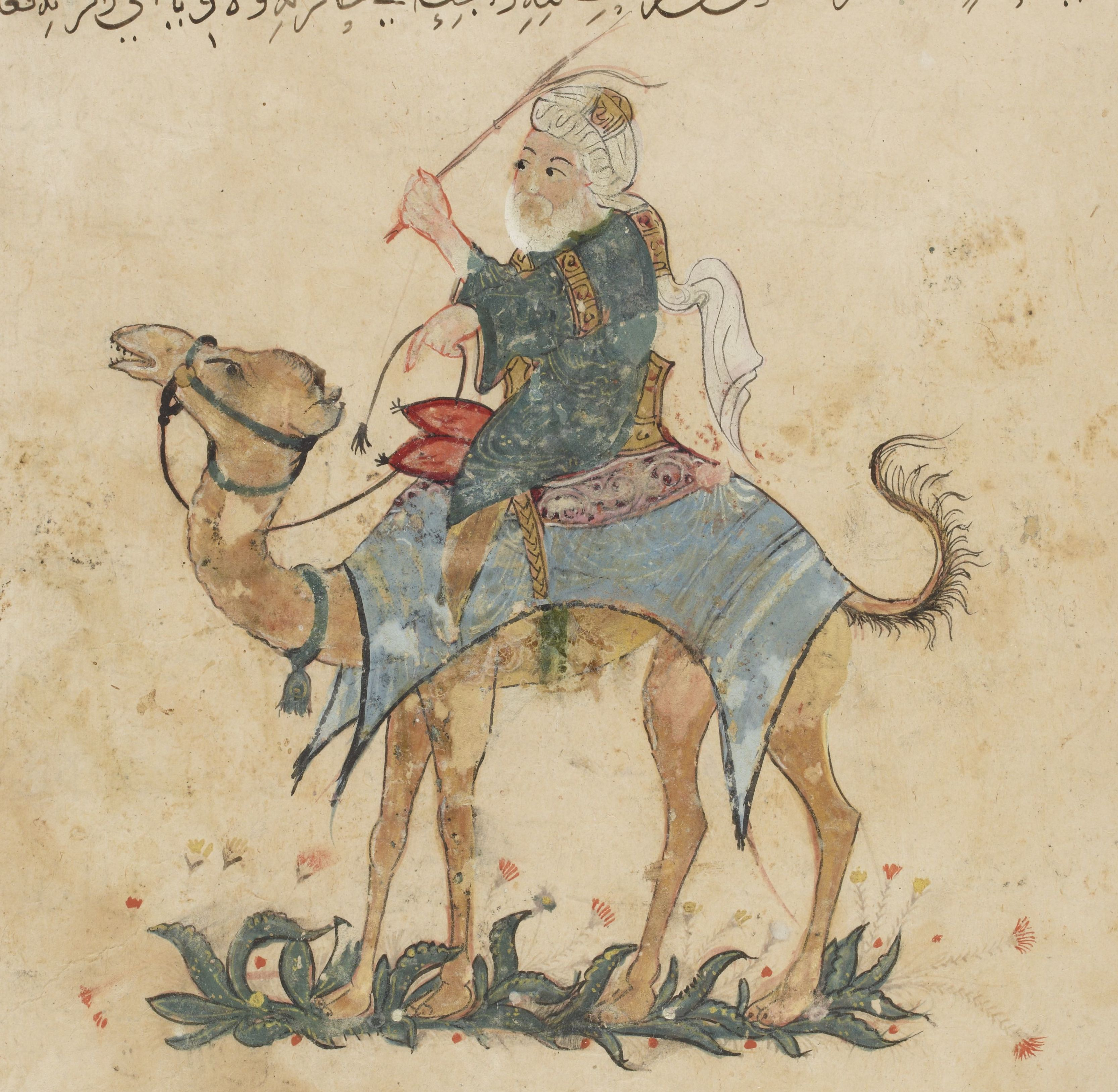
『旅行記』の著者イブン＝バットゥータ。

フェスに都を置いたマリーン朝は、アブー・ユースフ・ヤアクーブの下で1269年にマラケシュを攻略し、ムワッヒド朝を滅ぼした。次代のアブー・ヤアクーブ・ユースフはザイヤーン朝と敵対し、トレムセンを攻略した。その後、一時は衰退したものの、アブー・イナーンの下で東はチュニスにまで進出し、最大版図を築いたが、14世紀後半に入ると本格的な衰退が始まった。1415年にはアヴィス朝ポルトガルのエンリケ航海王子がジブラルタルの対岸のセウタを攻略した。セウタ攻略によって大航海時代が始まった。マリーン朝は衰退を続けた後、1470年に滅亡した。
文化面では、『旅行記』を著したイブン・バットゥータなどの文化人が活躍した。

## ワッタース朝時代（1472年-1550年）
マリーン朝の滅亡後、1472年にワッタース朝フェス王国が成立したが、ワッタース朝はタンジェ（タンジール）（1471年）、ララシュ（1473年）、アザンムール（1486年）、サフィ（1488年）と、ポルトガルに次々と都市を攻略された弱体な王朝であり、さらに1492年にカトリック両王の下で誕生したスペイン王国がナスル朝を滅ぼしてレコンキスタを完遂すると、ワッタース朝はポルトガルに加え、スペインの脅威をも受けることにもなった。ワッタース朝は衰退し、ポルトガルに攻略されたアガディールなどを奪還したサアド朝（サーディ朝）によってフェスを攻略され、1550年に滅亡した。

## サアド朝時代（1509年-1659年）

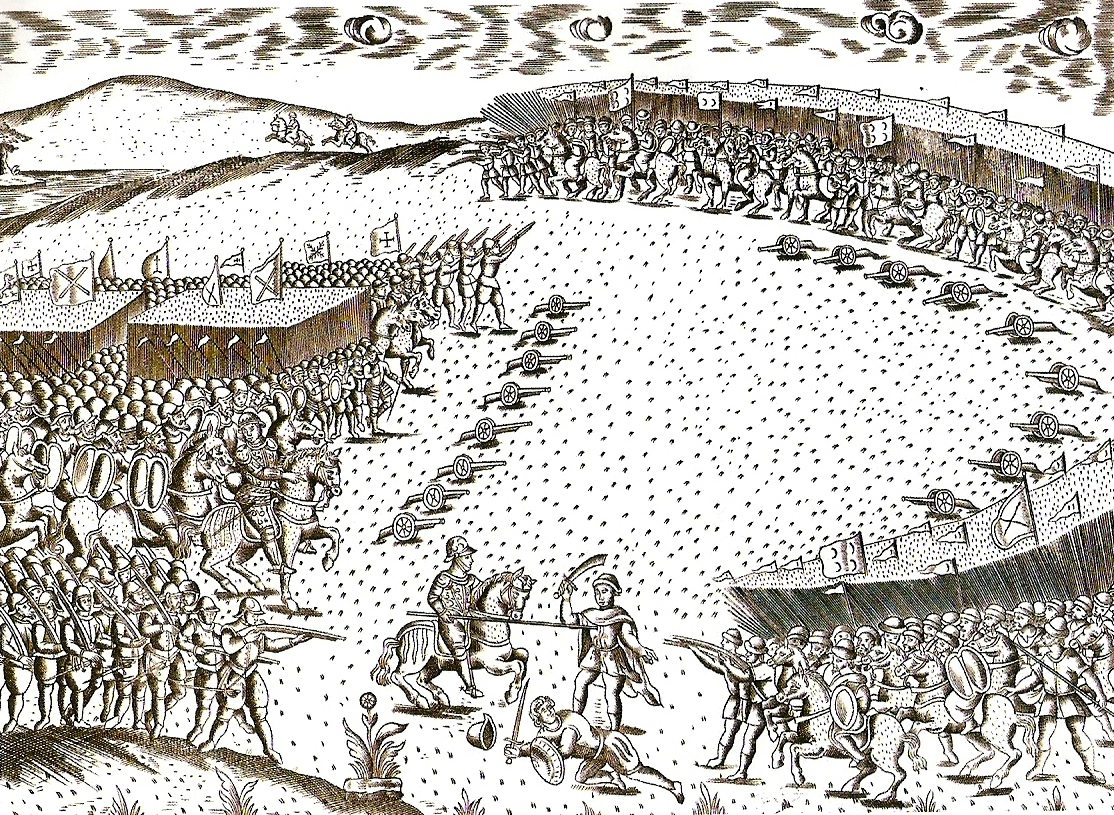
アルカセル・キビールの戦い。この戦いによってポルトガルのアヴィス朝は断絶し、以降1640年までスペイン・ハプスブルク朝に併合された。

シャリーフ崇拝、マラブー崇拝、スーフィズムなどを基盤に成立したサアド朝は、開祖のムハンマド・カーイム自身がスーフィーである、スーフィー王朝であった。カーイムは1511年にポルトガルに対してジハードを宣言し、1521年にカーイムが死んだ後も1523年にはワッタース朝からマラケシュを、1541年にはポルトガルからアガディールを攻略し、1550年にワッタース朝を滅ぼした。サアド朝は、ザイヤーン朝を滅ぼして東方からアルジェリアにまで進出したオスマン帝国を退けることに成功した。1574年にスルターンムーライ・アブドゥッラーが死去すると後継者問題が発生し、1578年に後継者問題に乗じてポルトガルの国王セバスティアン1世がモロッコに進軍したが、アルカセル・キビールの戦いで侵攻してきたポルトガル軍を破り、セバスティアン1世は戦死した。この事件がきっかけになって1580年にポルトガルはスペイン・ハプスブルク朝に併合された。アルカセル・キビールの戦いの後にスルターンアフマド・アル＝マンスールはさらに南方に転じ、1591年に、内乱の隙を衝いてトンブクトゥとジェンネを攻略し、ソンガイ帝国を滅ぼした。マンスールの死後、17世紀に入るとサアド朝は急速に衰退した。1640年にポルトガルがブラガンサ朝の下再独立すると、ポルトガル領だったセウタは再独立をきっかけにスペイン領となった。サアド朝は1659年に滅亡した。
サハラ遠征はモロッコとサハラ双方に様々な文化交流を引き起こし、サハラにはマグリブの学問文化が伝えられ、一方モロッコには西アフリカからタバコがもたらされた。

## アラウィー朝時代（1660年-）
サアド朝の末期のモロッコはスーフィー教団や諸侯が争う無政府状態であったが、1660年にシジルマサにて現在まで続くアラウィー朝が成立した。アラウィー朝もサアド朝と同じくスーフィー王朝であり、カリフを名乗った。ムーラーイ・ラシードは1670年にモロッコを再統一し、続くイスマーイールはモロッコに平和を確立し、増税や黒人傭兵隊の採用など、政権基盤の強化を行い、メクネスに遷都した。イスマーイールの後に後継者問題によってモロッコは分裂したが、1757年に即位したムハンマド3世によって再統一された。ムハンマド3世はヨーロッパ諸国との友好政策を採り、1757年にオルデンブルク朝デンマークと通商協定を結んだことをきっかけにヨーロッパ各国と通商協定を結び、1777年には世界で初めてアメリカ合衆国を承認した。
1792年に即位したスライマーンは欧米諸国に対し、タンジェのみを開港する鎖国政策を採った。鎖国政策はスライマーンの死後も続けられたが、1830年にフランスがアルジェを征服したことにより、マグリブの植民地化が始まると、モロッコの主権も危機に脅かされた。1844年にアラウィー朝はフランス軍によるアルジェリア侵攻の中で、フランス軍に対して抵抗運動を続けていたアブデルカーデルを支援して軍を送ったが、イスーリーの戦いで敗れた。
その後、世界が帝国主義の時代に入るとヨーロッパ列強のモロッコへの干渉は激しさを増し、1856年にはイギリスと不平等条約を結ばされ、それまでの鎖国政策が崩れた。19世紀の前半にスペインはシモン・ボリーバルやホセ・デ・サン＝マルティン、ミゲル・イダルゴの反乱によってイスパノアメリカ植民地の大陸部を全て失っていたため、国威発揚のために新たな植民地としてモロッコを狙っており、1859年にはスペイン軍との間にスペイン・モロッコ戦争が勃発した。この戦争でアラウィー朝は敗北し、スペインにテトゥアンを割譲し、1861年に不平等条約を結んだ。イギリス、スペインに続いてフランスも1863年にアラウィー朝と不平等条約を結んだ。
こうした危機に際しアラウィー朝モロッコのスルターンは、チュニジアのフサイン朝チュニス君侯国（1705年 - 1881年）と同様に近代化＝西欧化改革を進め、財政や軍事、行政の近代化を実施したが、チュニジアと同様に成果は上がらず、対外債務の増大と財政危機を招いた。さらに、各地の民衆がスルターンの列強への弱腰を批判し、スルターンの権威をも否定し、ジハードを宣言して外国勢力の排斥を行った。
アラウィー朝は外憂と内患で統治能力を失っていたため、19世紀末から20世紀初頭にかけてのモロッコはアフリカ分割の文脈の中でヨーロッパ列強の標的となった。1904年の英仏協商でモロッコを狙っていた英仏両国の妥協が成立し、フランスがモロッコにおける優越権を獲得したが、このことは翌1905年に英仏協商に反対するドイツ皇帝ヴィルヘルム2世のモロッコ訪問を引き起こし、タンジール事件が勃発した。タンジール事件でドイツ皇帝ヴィルヘルム2世はモロッコの領土保全を確約し、スルターンアブドゥル・アジズはドイツの支持を背景にフランスとの対決を図ったが、最終的にこの事件は1906年にアルヘシラス会議が召集され、現状維持を確認することで終結した。1909年には北部のリーフ地方ベルベル人とスペインの間で第二次リーフ戦争が勃発した。1911年にドイツ帝国が再びアガディール事件を起こし、フランスを威嚇したが、この事件でも最終的にはドイツが妥協した。2度のモロッコ事件は英仏の協調とドイツとの敵対を決定づけたが、モロッコの運命を変えることはなく、1912年のフェス条約で国土の大部分がフランス保護領のフランス領モロッコとなり、仏西条約で北部リーフ地域はスペイン領モロッコとなった。一方、リオ・デ・オロとサギア・エル・ハムラはまとめられてスペイン領サハラ（1884年 - 1976年）となった。

## 保護領時代（1912年-1956年）

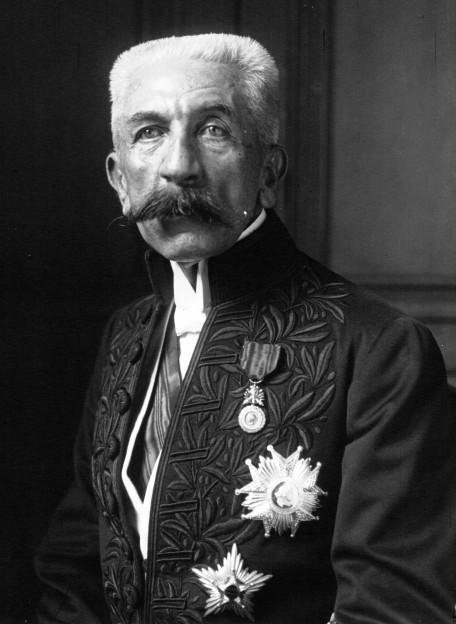
フランス領モロッコ初代統監のユベール・リヨテ

1912年にモロッコはフランス保護領モロッコ、スペイン保護領モロッコ、タンジェの3区域に分割され、スルターンの形式的な主権の下で、各国による植民地支配が行われた。フランス保護領モロッコの初代統監にはユベール・リヨテ将軍が就任した。リヨテは首都をフェスから沿岸部のラバトに移転し、1915年にアラブ人をシャリーア、ベルベル人を慣習法で裁判を行う分割統治を打ち出した。
第一次世界大戦が勃発した後も、マシュリクのアラブ反乱の影響はモロッコには及ばなかったが、戦後1920年にリーフ人のアブド・アルカリームがスペイン領モロッコのリーフ地方で反乱を起こし、第三次リーフ戦争が勃発した。アルカリームは1923年にリーフ共和国を建国し、自ら大統領となってソ連の支援を得ながらスペイン軍と戦った。アルカリームは一時スペイン軍を追いやったものの、介入したフランス軍に敗れ、1925年にリーフ共和国は崩壊した。アルカリームの抵抗は失敗に終わったが、第二次世界大戦後の民族解放運動の先駆けとなった運動であった。
1921年にモロッコの人口は3,553,700人に達し、総人口の内、約2.1%がヨーロッパ人だった。また、1923年にタンジェは国際管理都市となった。
1930年にはベルベル勅令が発せられ、アラブ人とベルベル人の分割統治がさらに進んだが、同時にこの頃から反仏運動が盛んになり始めた。1933年にはアラール・ファーシー、ハサン・ワザーニーらによって国民行動連合が結成され、立憲君主制の導入や議会の設置などを訴えた。1937年にこの組織はファーシーの国民党とワッザーニーの国民運動に分裂したが、人民戦線のレオン・ブルム首相は国民党を弾圧した。

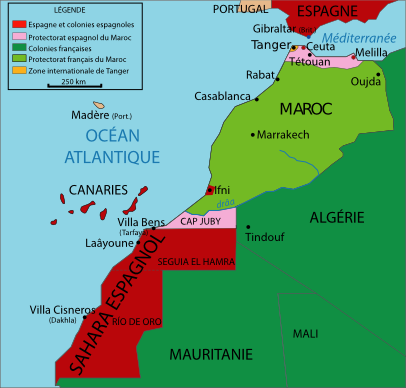
保護領モロッコの地図

一方、スペイン保護領では1936年に駐モロッコスペイン軍のエミリオ・モラ・ビダル将軍が共和国政府に対して反乱を起こし、カナリア諸島のフランシスコ・フランコ司令官が呼応したため、モロッコを拠点にした反乱軍と政府軍の間でスペイン内戦が勃発した。スペイン内戦では7万人近いモロッコ人兵士が反乱軍側で戦った。
1939年に第二次世界大戦が勃発し、翌1940年にフランスがナチス・ドイツに降伏して第三共和政が崩壊すると、当初モロッコはヴィシー・フランスの支配下に置かれたが、1942年に連合軍がモロッコに上陸し、自由フランスがモロッコを奪回した。大戦中には1943年1月に連合国のウィンストン・チャーチルとフランクリン・ルーズヴェルトによってカサブランカ会談が開かれ、同年6月にはルーズヴェルトとスルターンムハンマド・ベンユースフが会談し、スルターンはアメリカ合衆国大統領に独立運動への理解を求めた。このことがモロッコの独立運動を活性化させ、同年末にはイスティクラール党（独立党）が結成された。
第二次世界大戦後、世界的な脱植民地化の流れの中で、1930年代から盛んになっていた独立運動が過熱した。第四共和政はナショナリズムを鎮めるため、1947年に共同主権案を打ち出したが、これはモロッコのナショナリストとヨーロッパ人の双方にとって受け入れ難いものであった。スルターンやイスティクラール党、モロッコ共産党などが独立運動を掲げたため、フランスはムハンマド・ベンユースフを廃位し、傀儡のスルターン（ムハンマド・ベン・アラファ）を据えた が、このことはモロッコ人の広範な反発を招き、1953年にはゲリラ闘争が始まるまでに至った。1954年にディエンビエンフーの戦いで敗北し、フランス領インドシナを失っていたフランスはモロッコでも譲歩し、1955年にムハンマドが復位した。ムハンマドの帰国後、1956年3月2日にモロッコはフランスから独立した。

## 独立後のモロッコ（1956年-1999年）
モロッコの独立後、1956年4月7日にスペインはセウタ、メリリャ、イフニの「飛び地領」とモロッコ南部保護領（タルファヤ地方）を除いてスペイン領の領有権を放棄し、国際管理都市となっていたタンジェも10月にモロッコ領に復帰した。翌1957年にスルターン・ムハンマド5世が正式に国王となり、スルターン号が廃止された。1957年にイフニを巡ってスペインとの間でイフニ戦争が勃発し、紛争の結果スペインは南部保護領だったタルファヤ地方をモロッコへ返還した。

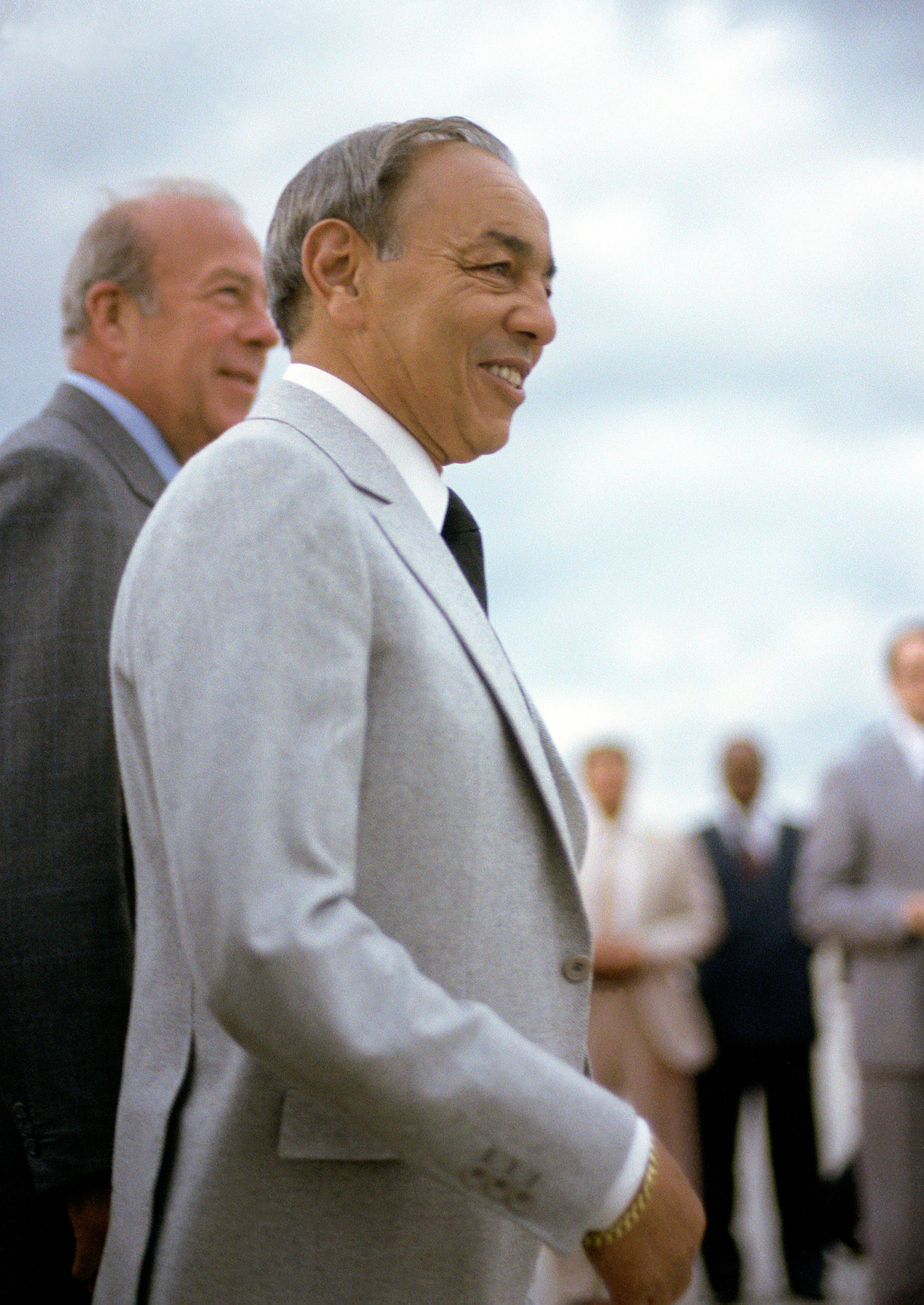
ハサン2世。親西側政策の下モロッコを統治した。

1961年にハサン皇太子が父の死去に伴い、ハサン2世として国王に即位した。ハサン2世は首相を兼任して積極的に親政し、翌1962年6月に憲法が制定され、モロッコは君主の権限が極めて強い立憲君主制国家に移行した。独立後、1963年にモロッコはアフリカ統一機構 (OAU) の原加盟国となったが、OAU発足直後の同年10月に同じくOAUの原加盟国だった独立直後のアルジェリアと未確定領土を巡って砂戦争が勃発した。この戦争はエチオピアのハイレ・セラシエ1世の調停で現状維持のまま停戦したが、以降モロッコとアルジェリアの関係は、政治体制の相違もあって軋みを見せることになった。ハサン2世は内政面では政党を弾圧し、国民の不満が高まったため1965年6月には戒厳令を敷いて憲法を停止し、軍部と警察に依拠して国内を統治しながら外資導入を軸に経済発展を進め、対外的にはアメリカ合衆国をはじめとした西側諸国との協力関係を重視しながらも、パレスチナ問題ではアラブを支持し、1967年のイスラエルと6日間戦争の結果、アラブ世界に復帰した。
1960年代後半からは国王独裁への国民の不満が高まったため、ハサン2世は工業化や土地改革を進め、1970年8月には自ら主導して新憲法を制定し、戒厳令を解除した。しかし、軍部はハサン2世の統治を不満にしており、1971年7月にはクーデターが起きた。クーデターは未遂に終わり、ハサン2世は暗殺を免れたが、この事件がハサン2世に与えた動揺は大きく、1972年2月には早くも憲法が改正され、民主化が進んだ。しかし、同年8月に空軍が反乱を起こしてハサン2世の暗殺を謀った。暗殺計画は失敗したが、政党のみならず軍部までもが支持基盤から離脱し始めたことは、王制が揺らいでいることを示すものであった。
二度の暗殺未遂事件後、国民の支持をとりつけるため、ハサン2世は反対勢力の弾圧の強化、経済ナショナリズムに基づく国有化政策、強硬外交を打ち出し、特に外交面では第四次中東戦争にてシリアに援軍を送り、イスラエルと戦うと共に大モロッコの実現を目指した。1969年6月には、スペインが「飛び地領」のイフニをモロッコに譲渡したが、スペイン領だった西サハラはスペインの領有が続いたため、モーリタニアと共にスペイン領サハラの分割を協議した。1975年11月6日に西サハラに対して35万人の非武装のモロッコ人がハサン2世の号令の下、西サハラの解放を求めて越境大行進を行い、西サハラを実効支配した（緑の行進）。この結果、同月14日にマドリード協定が締結され、スペインが領有権を放棄し、モロッコとモーリタニアによるスペイン領サハラの分割が認められた。スペイン撤退後、1976年にはモロッコとモーリタニアによって西サハラの統治が始まったが、同年モロッコと対立関係にあったアルジェリアに支援されたポリサリオ戦線がサハラ・アラブ民主共和国の独立を宣言した。

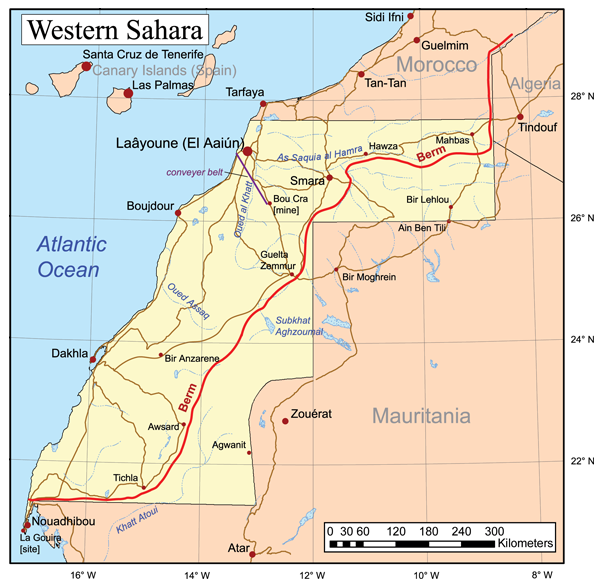
西サハラの地図。地図上の赤い線がモロッコ支配地域とポリサリオ戦線支配地域を分ける砂の壁である。

西サハラの実効支配によって王制は国民の支持を確立したが、その代償は高かった。ポリサリオ戦線との激しいゲリラ戦争により軍事支出が増加し、燐の国際価格低下と相俟ってモロッコ経済は低迷したため、1970年代後半から1980年代にかけてストライキや暴動が多発した。西サハラ問題は国際的にもモロッコの孤立化を招いた。1979年8月にポリサリオ戦線とのゲリラ戦争に手を焼いたモーリタニアは西サハラの領有権を放棄する一方で、モロッコは実効支配を続けたが、西サハラは外交的な成功を収め、1982年にOAUが西サハラの加盟を認めたため、モロッコはこの事態に抗議して1984年6月にOAUを脱退し、アパルトヘイト政権下の南アフリカ共和国と共にアフリカ世界から孤立してしまったのである。1988年5月にようやくアルジェリアと国交を回復し、1989年2月にはマラケシュでマグリブ域内の統合を図るアラブ・マグレブ連合条約が調印されたが、アラブ・マグリブ連合は西サハラの地位を不問のままにして調印された。OAUは西サハラの地位を鑑みて1988年の総会で住民投票による帰属の決定を決議し、1991年には国際連合安全保障理事会の決議の下で住民投票が決定され、西サハラ停戦が成立した。安保理決議に基づき国際連合西サハラ住民投票ミッションが現地に派遣されたが、住民投票は延期され続けて実施されず、西サハラ問題は現在に至るまで未解決の問題となっている。
1990年代に入ると、1992年9月に憲法が改正され、民主化が進んだ。

### ムハンマド6世時代（1999年-）

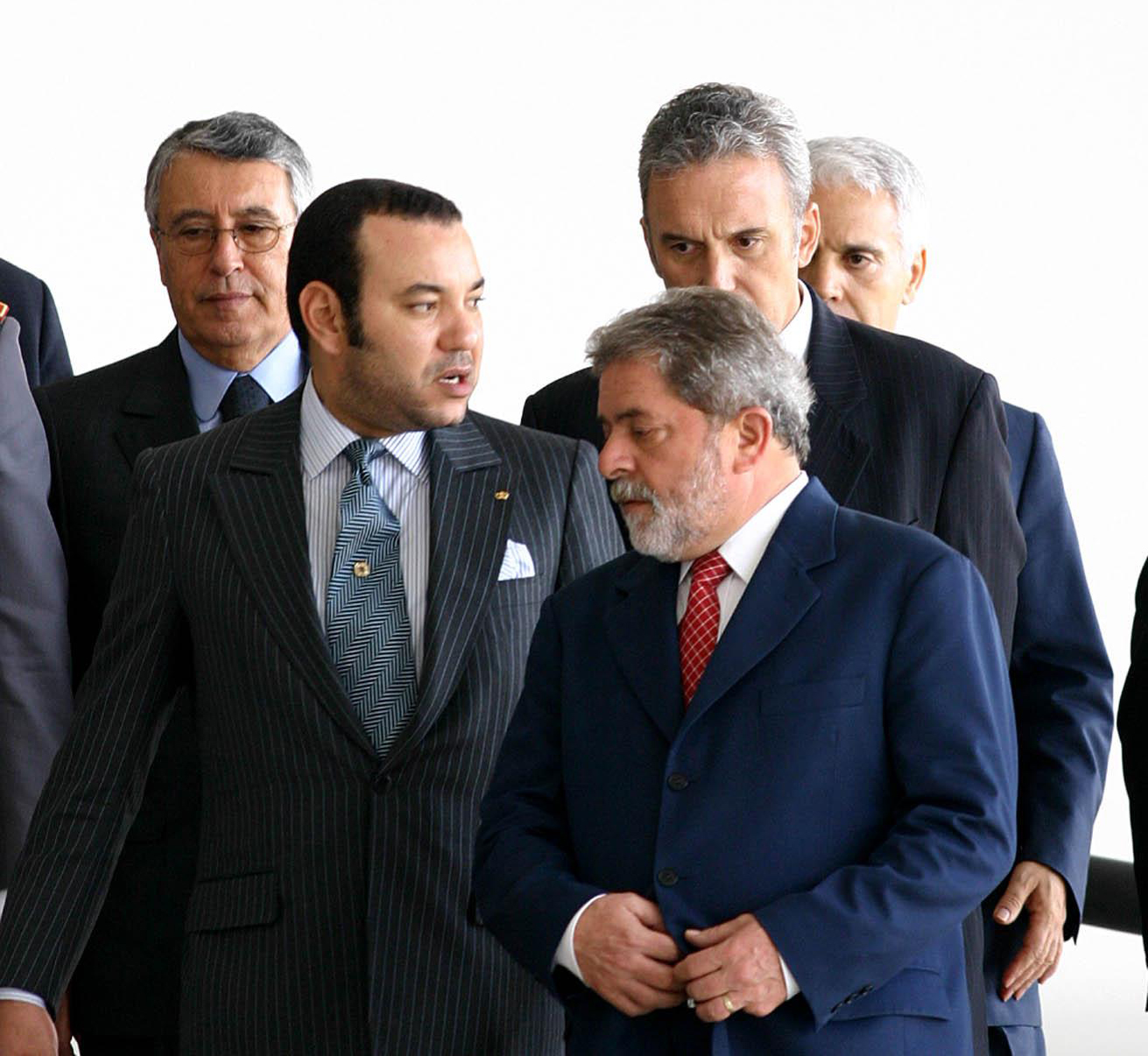
ブラジルの首都ブラジリアを訪問し、ルーラ大統領と会談するムハンマド6世。

1999年に国王ハサン2世が死去したため、シディ・ムハンマド皇太子がムハンマド6世として即位した。2002年にアフリカ統一機構（OAU）が発展解消し、アフリカ連合 (AU) が結成された際も、モロッコは西サハラ問題のためにAUに加盟しなかった。2003年5月16日にイスラーム主義組織によって、カサブランカで自爆テロ事件が発生するなど、イスラーム主義者を中心に現体制への不満はあるものの、ムハンマド6世は2004年の新家族法の制定に主導権を執るなどリベラルな改革を進める立場を示している。